# ولفسهولتس
ولفسهولتس (به آلمانی: Welfesholz) یک منطقهٔ مسکونی در آلمان است که در گرب‌اشتت واقع شده‌است. ولفسهولتس ۲۱۰ نفر جمعیت دارد.